# Ciutat estipendiària
Ciutat estipendiària (Civitas stipendiaria) és el nom que es donava a algunes ciutats que estaven sota domini de Roma (normalment dins una província) i subjectes a un tribut establert anomenat "stipendium" (vegeu Estipendi (antiga Roma)), que era equivalent a una dècima o dotzena part del productes de les seves terres de cultiu, dels ramats i de les vendes en el comerç.
La posició de ciutat estipendiària era més honorable que la ciutat subjecte a vectigàlies, però la distinció no sempre fou ben observada.
Exemples de ciutats estipendiàries
- Aeso, més tard municipium
- Dénia[1]
- Labitolosa, actualment al municipi de la Pobla del Castre[2]

- Nantes
- Alcalà d'Henares
- Coca